# Thomas Dolby
Thomas Dolby (Londen, 14 oktober 1958) is de artiestennaam van de Engelse muzikant Thomas Morgan Robertson. Hij maakt synthipop en new wave. Robertson kreeg zijn bijnaam Dolby van vrienden omdat hij altijd met cassettebandjes aan de slag was. Dolby verwijst naar de Dolby-ruisonderdrukkingsproducten.
Thomas Dolby werd vooral bekend door zijn hit She Blinded Me with Science uit 1982, die echter in thuisland het Verenigd Koninkrijk slechts de 49ste plaats haalde in de hitlijst. In de Verenigde Staten haalde het de 5de positie in de Billboard Hot 100 en de 3de plaats in de Dance Charts. Het was veruit zijn grootste hit in de VS en hij wordt daarom aldaar ook wel beschouwd als een eendagsvlieg. In Canada werd de single een nummer 1-hit. Het nummer staat op de compilatie-cd-box Theater van het sentiment - de jaren 80 van de KRO.
In Nederland werd Dolby in het voorjaar van 1984 veel gedraaid op Hilversum 3 en bereikte de 24ste positie in de Nederlandse Top 40, de 26e positie in de Nationale Hitparade en zelfs de 20e positie in de TROS Top 50 met zijn versie van het nummer I Scare Myself van  Dan Hicks & His Hot Licks uit 1969. Zijn grootste hit in thuisland het Verenigd Koninkrijk was Hyperactive! uit datzelfde jaar (17de plaats). Na 1992 maakte hij geen nieuwe studioalbums meer maar kwam in 2001 en 2006 met een live-album en in 2007 een live-ep, opgenomen in SXSW. Sinds de jaren ’90 ontwikkelt Dolby muzieksoftware en in het eerste decennium van de 21ste eeuw componeert hij honderden ringtones.
Naast solo-muzikant verwierf Dolby bekendheid als producer. Hij was mee verantwoordelijk voor het gepolijste geluid op de meest succesvolle platen van Prefab Sprout, "Steve Mc Queen", "From Langley Park to Memphis" en "Jordan: the comeback".
Sinds 2001 is Dolby Musical Director van de TED Conference in Long Beach, Californië. Hij is sinds 1988 getrouwd met de Amerikaanse actrice Kathleen Beller. Samen hebben ze drie kinderen.
| Album                      | Uitgebracht | Label           |
| -------------------------- | ----------- | --------------- |
| The golden age of wireless | 1982        | EMI             |
| Dolby's Cube               | 1983        | EMI             |
| The flat earth             | 1984        | EMI             |
| Aliens ate my Buick        | 1988        | EMI             |
| Astronauts and Heretics    | 1992        | Virgin          |
| A Map of the Floating City | 2011        | Lost Toy People |

## NPO Radio 2 Top 2000
| Nummer met noteringen in de NPO Radio 2 Top 2000 | '99  | '00 | '01  | '02  | '03  | '04  | '05  | '06  | '07  | '08  |
| ------------------------------------------------ | ---- | --- | ---- | ---- | ---- | ---- | ---- | ---- | ---- | ---- |
| I Scare Myself                                   | 1100 | 987 | 1649 | 1244 | 1578 | 1521 | 1759 | 1976 | 1963 | 1717 |

1. ↑  Een vetgedrukt getal geeft de hoogste notering aan.
2. ↑  Deze tabel is bijgewerkt tot en met de laatste editie (2024).

- Bibsys: 6033127
- Biblioteca Nacional de España: XX1551879
- Bibliothèque nationale de France: cb13893334p (data)
- Gemeinsame Normdatei: 134360524
- International Standard Name Identifier: 0000 0000 7366 4458
- Library of Congress Control Number: n92100998
- MusicBrainz: 5a8cc407-7efb-4e94-9637-d5896395e754
- Nationale Bibliotheek van Tsjechië: xx0155698
- Nationale Bibliotheek van Israël: 987007395558205171
- Nationale en Universitaire bibliotheek Zagreb: 000069030
- Nederlandse Thesaurus van Auteursnamen: 070158312
- Réseau des bibliothèques de Suisse occidentale: 02-A023409848
- Système universitaire de documentation: 158167457
- Union List of Artist Names: 500474186
- Virtual International Authority File: 61731555
- WorldCat: E39PBJcBTPddMgyr6dCMvGD8YP